# Politique au Rwanda
 (janvier 2016).
Si vous disposez d'ouvrages ou d'articles de référence ou si vous connaissez des sites web de qualité traitant du thème abordé ici, merci de compléter l'article en donnant les références utiles à sa vérifiabilité et en les liant à la section « Notes et références ».

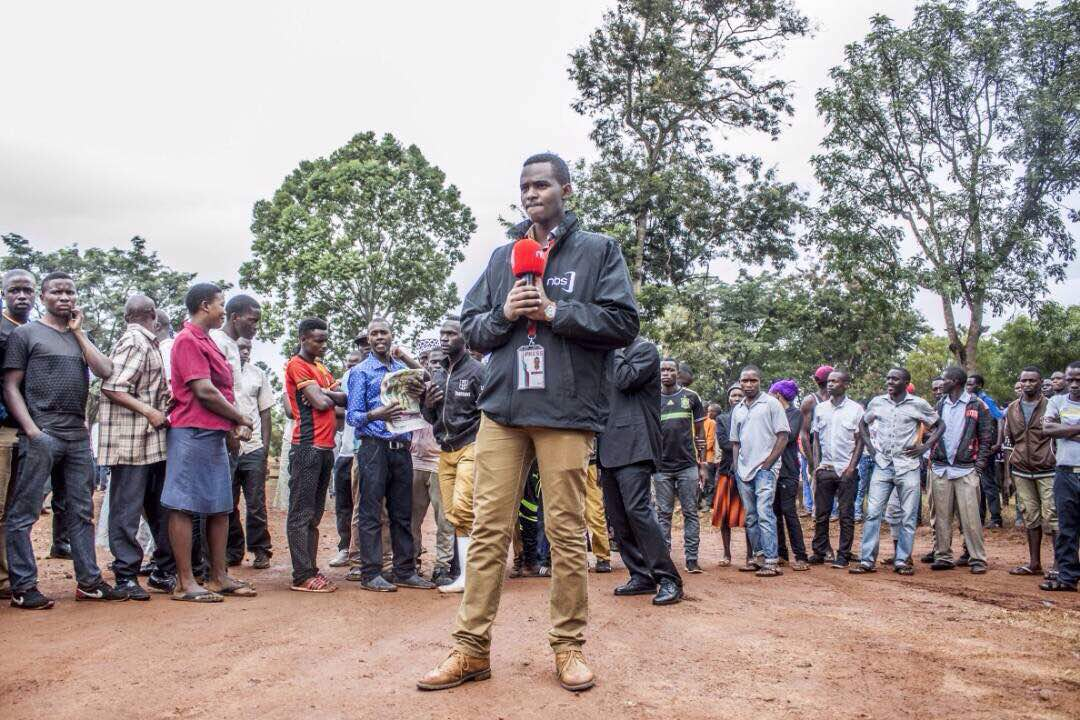
Élections présidentielles générales rwandaises dans un bureau de vote présenté en direct sur NBS TV.

La politique au Rwanda repose sur un modèle étatique de république présidentielle où le président est chef d'État et détient de larges pouvoirs et où le premier ministre est chef de gouvernement. Le Rwanda compte en 2012 environ  7 millions d'électeurs inscrits pour une population de 12 millions d'habitants.

## Constitution de 2003
Le 5 mai 1995, l'Assemblée nationale transitoire a adopté une nouvelle constitution qui incluait des dispositions de la constitution du 18 juin 1991 et des éléments issus des Accords d'Arusha ainsi que du protocole de novembre 1994 introduisant le multipartisme.
Le 26 mai 2003, un référendum a établi une nouvelle constitution du Rwanda permettant de sortir le pays de la période de transition post-génocidaire.

## Un régime présidentiel
Le Rwanda est une république démocratique à régime présidentiel, où le président de la République est à la fois chef de l'État et chef du gouvernement. Le pouvoir exécutif est aux mains du gouvernement tandis que le pouvoir législatif est partagé entre les deux chambres du Parlement (système bicaméral), Sénat et Chambre des députés, et le gouvernement.
Les premières élections présidentielles et législatives après la guerre eurent lieu respectivement en août et septembre 2003.

## Pouvoir exécutif
Le président de la République est élu pour un mandat de sept ans au suffrage universel direct et nomme le Premier ministre ainsi que le Conseil des ministres.
| Fonction                   | Nom                | Parti | Depuis          |
| -------------------------- | ------------------ | ----- | --------------- |
| Président de la République | Paul Kagame        | FPR   | 24 mars 2000    |
| Premier ministre           | Justin Nsengiyumva |       | 25 juillet 2025 |

## Pouvoir législatif
Le Parlement est composé de deux chambres, la Chambre des députés et le Sénat. La constitution encourage les femmes et les minorités à faire de la politique en instaurant un système de quotas qui réserve 24 sièges aux femmes et 3 aux jeunes et aux handicapés au Parlement.
- La Chambre des députés compte 80 membres dont 53 sont élus à la proportionnelle (avec un quorum de 5 %) pour un mandat de cinq ans, 24 élus par les conseils provinciaux, 2 par le Conseil national des jeunes et 1 par la Fédération des associations de handicapés.
- Le Sénat compte 26 membres élus ou nommés pour un mandat de huit ans ; 12 sont élus par les conseils provinciaux, 8 sont nommés par le président de la République pour assurer la représentation de communautés historiquement marginalisées, 4 sont élus par Forum des formations politiques et 2 par les universités. Les anciens présidents de la République peuvent demander un siège supplémentaire.

## Contexte politique
Après sa victoire militaire en juillet 1994, le Front patriotique rwandais a mis en place un gouvernement de coalition similaire à celui de Juvénal Habyarimana en 1992, basé sur une loi fondamentale inspirée de la Constitution, des accords d'Arusha et de déclarations politiques des différents partis. Le MRND fut déclaré illégal.
Parmi les principaux problèmes auquel le gouvernement doit faire face dans l'urgence figurent :
- réintégrer plus de deux millions de réfugiés exilés depuis 1959 ;
- mettre fin à l'insurrection et contre-insurrection parmi les anciens militaires et miliciens Interahamwe et l'Armée patriotique rwandaise ;
- gérer la population carcérale, qui atteint 100 000 prisonniers trois ans après la fin de la guerre ;
- mettre en place un plan de développement à moyen et long terme ;
- définir de nouvelles relations avec la France soupçonnée de complaisance et de passivité à l'égard des génocidaires.

Les élections législatives du 16 septembre 2008 confirment le fort soutien populaire dont bénéficie le FPR du président Paul Kagame, qui a su mettre fin aux massacres, encourager les actions de la justice, développer les secteurs du café mais aussi des nouvelles technologies, ce qui a été reconnu par la Banque Mondiale.
Toutefois, les manœuvres du président Kagame pour se maintenir au pouvoir font craindre une volonté de dérive autocratique : il parvient ainsi, lors d'un référendum en décembre 2015, à faire valider sa prochaine candidature aux élections présidentielles, ce qui lui permettrait d'accomplir un troisième mandat et d'exercer le pouvoir jusqu'en 2024.

## Principaux enjeux politiques

### Les conséquences du génocide
- L'ethnisme, il faut dépasser l'héritage colonial de la lecture ethnique de la société
- Les séquelles traumatiques et sociales du génocide : veuves et orphelins, blessés physiques et psychiques, la réintégration des réfugiés, mais aussi des génocidaires après leur peine, les diasporas rwandaises, etc.
- Les Gacaca et la réconciliation entre les rescapés du génocide et la partie de la population qui a soutenu les génocidaires.

### Justice institutionnelle
- La justice pour les crimes de génocide, crimes contre l'humanité et crimes de guerre des Forces armées rwandaises du régime Habyarimana et des milices Interahamwe.
- La justice pour les crimes de guerre et contre l'humanité de l'armée patriotique rwandaise lors de la reconquête du pays par le FPR et de la poursuite des génocidaires au Rwanda et dans l'ex-Zaïre/république démocratique du Congo

### Développement du pays
- La santé et notamment le sida et la malaria
- La distribution de l'eau potable
- Le développement de la production agricole dans un pays très fertile
- Les sources d'énergie
- Les freins du développement qui maintiennent les pays pauvres dans leur pauvreté
- Le passage culturel à la démocratie
- Le projet Horizon 2020 vise à faire du Rwanda une plateforme de services pour la région des Grands lacs

### Lutte contre les discriminations
La lutte contre toutes les formes de discrimination, jugées à l'origine du génocide, figure parmi les priorités du Rwanda.
L'article 54 de la Constitution de 1995 affirme:
Il est interdit aux formations politiques de s’identifier à une race, une ethnie, une tribu, un clan, une région, un sexe, une religion ou à tout autre élément pouvant servir de base de discrimination.
Les formations politiques doivent constamment refléter, dans le recrutement de leurs adhérents, la composition de leurs organes de direction et dans tout leur fonctionnement et leurs activités, l’unité nationale et la promotion du « gender »

### Une classe politique très féminisée
En 1999, le ministère du Genre et de la Promotion féminine est ainsi créé. Géré par des femmes, ce ministère s'emploie à donner un meilleur accès aux femmes dans les institutions et à toujours garantir cette égalité. Depuis 2003, la Constitution du Rwanda impose un quota de 30 % de femmes dans toutes les administrations et au sein du gouvernement. Aux élections législatives de 2008, 56 % des députés étaient des femmes[réf. nécessaire]. En 2019, le Rwanda est le pays du monde qui compte la plus forte proportion de femmes au sein de sa chambre basse ou de son parlement monocaméral (une cinquantaine de sièges sur 80, soit plus de 60 %), et l'un des trois pays au monde, avec Cuba et la Bolivie, où les femmes sont majoritaires dans le parlement monocaméral ou la chambre basse,,. Au Sénat, à la même date, elles sont 10 sur 26. Agnès Mukabaranga, Marie Mukantabana, Stéphanie Mukantagara et Henriette Umulisa sont d'anciens membres féminins du Sénat. En 2019, 51,9 % des membres du gouvernement rwandais sont des femmes.
Cette situation s'expliquerait notamment par le fait que le génocide des Tutsi en 1994, causant la mort de plus de 800 000 personnes, a conduit à ce que les femmes représentent près de 70 % de la population et que le pays souffre d'un manque de compétences.
Le journaliste Fred Muvunyi, journaliste au programme Afrique de la Deutsche Welle, souligne cependant que les mandats concernés ont peu de pouvoir et notamment que « les ministres n’ont aucun pouvoir budgétaire ».